# Ligier Richier
Ligier Richier (Saint-Mihiel, 15 september 1500 – Genève, 1567) was een Frans beeldhouwer. Hij wordt beschouwd als een van de belangrijkste kunstenaars uit de Franse renaissance.

## Leven en werk
Er is weinig geweten over de beginjaren van Richier. Hij werd geboren in 1500 in Saint-Mihiel, in het hertogdom Lotharingen dat in die tijd onafhankelijk was van Frankrijk. Hij werd voor het eerst vermeld rond 1530 en daaruit blijkt dat hertog Anton van Lotharingen zich graag van Richiers talent verzekerde. Richier was zowel verbonden aan het hof van het hertogdom Lotharingen als aan het hof van het hertogdom Bar.
Hij bekeerde zich op latere leeftijd tot het protestantisme. In 1560 richtte hij samen met anderen een petitie tot de jonge hertog Karel III van Lotharingen waarin hij hem verzocht de gereformeerde religie vrijuit te mogen beleven. Na het Concilie van Trente vaardigde de bisschop van Verdun echter een decreet uit tegen ketterij. Daarom besliste Richier waarschijnlijk het hertogdom te verlaten omstreeks 1563-1564. Hij vertrok naar Genève waar hij zijn dochter Bernardine opnieuw ontmoette. Ook zij was, samen met haar man, al eerder Lotharingen ontvlucht. Hij woonde in Genève tot hij er in 1567 overleed.
Gedeeltelijk dankzij het ondertussen verloren gegaan relaas van Nicolas Chatourup, een koopman uit de Champagne, konden bepaalde werken van Richier worden gedateerd en geïdentificeerd. Chatourup was op pelgrimstocht naar Saint-Nicolas-de-Port. Hij vertelde dat hij in Bar-le-Duc en Saint-Mihiel, stadjes die op zijn weg lagen, een groep beelden van Ligier Richier had gezien.
Alhoewel Richier ook met hout werkte, ging zijn voorkeur uit naar de kalksteen die in naburige steengroeven werd aangetroffen.

## Werken
- Saint-Mihiel:
  - in de kerk Saint-Étienne: Le Sépulcre ou Mise ou tombeau is een groep van dertien monochrome beelden die tussen 1554 en 1564 uit Euville gebeeldhouwd werden. Het zou gaan om Richiers laatste werk voor zijn haastig vertrek naar Genève. Het werd door zijn zoon Gérard, ook een beeldhouwer, ondergebracht in de rechterzijde van de kerk. Deze graflegging wordt beschouwd als een van de meesterwerken van Richier en van de renaissancekunst in Lotharingen.
  - in de abdijkerk Saint-Michel: La Pâmoison de la Vierge is een groep van twee vroeger polychrome walnotenhouten beelden. Ze stelt de apostel Johannes voor die de in zwijm gevallen Maria ondersteunt. Beide beelden werden voor 1532 vervaardigd en maakten deel uit van een calvariegroep van negen beelden die verloren zijn gegaan tijdens de Franse Revolutie. Onder hen een kruisbeeld en vier engelen.
  - in het musée d'Art Sacré: in dit museum, gevestigd in de abdijgebouwen van Saint-Michel, bevindt zich sinds oktober 2017 een beeld van een zwangere sint Elisabet toegeschreven aan Richier.
  - in het maison Ligier Richier: in dit huis dat Richier in 1535 kocht, bevindt zich op het gelijkvloers een cassetteplafond van 70 m² in terracotta dat wordt toegeschreven aan Richier. Het plafond vertoont sterke invloed van de klassieke oudheid.
- Bar-le-Duc: 
  - in de kapittelkerk Saint-Étienne:
    - Le Transi van René van Chalon: dit macabere beeld, ook le Squelette (het geraamte),  l'Écorché (de gevilde) of le Décharné (de ontvleesde) genoemd, dateert uit het midden van 16e eeuw (na 1544-voor 1557). Het stond oorspronkelijk in de afgebroken kapittelkerk Saint-Maxe op het graf waarin het hart en de ingewanden van René van Chalon werden bewaard. Het beeld houdt zijn hart omhoog in zijn uitgestrekte linkerhand. De uitbeelding van een skelet is schatplichtig aan de traditie van de dodendans ('danses macabres'), populair in de middeleeuwen. Ze wijst eveneens op Richiers vergevorderde kennis van de anatomie. Hij gebruikte dezelfde kalksteen als voor zijn 'Mise au tombeau' in Saint-Mihiel. Le Transi geldt als Richiers meesterwerk.
    - Le Calvaire in het koor: deze calvarie is gemaakt in polychroom hout en werd omstreeks 1532 gebeeldhouwd. Ze wordt gevormd door Christus aan het kruis omringd door de goede en de slechte moordenaar die aan hun kruis vastgebonden zijn, niet genageld (zoals Christus). De serene Christusfiguur contrasteert met de enigszins verwrongen ledematen van de getormenteerde moordenaars. De drie beelden maakten waarschijnlijk deel uit van een grotere groep.

  - in de kerk Notre-Dame: Le Christ en croix is gemaakt in polychroom hout. Deze gekruisigde Christus maakte wellicht ook deel uit van een calvarie.
- Génicourt-sur-Meuse: in de kerk Sainte-Marie-Madeleine: La Dame de Génicourt is een polychroom houten beeld dat de maagd Maria voorstelt. Oorspronkelijk vormde het beeld een calvarie samen met de beelden van Christus aan het kruis en van de heilige Johannes die allebei elders in de kerk opgesteld staan. De drie beelden stonden vroeger op een triomfbalk.
- Étain: in de kerk Saint-Martin: La Pietà (piëta) is gebeeldhouwd in monochrome kalksteen. In tegenstelling tot de traditionele afbeelding van een zittende Maria die haar Zoon op haar knieën koestert zit Maria op haar knieën en buigt ze zich over haar liggende Zoon wiens hoofd op haar schouder rust.
- Briey: in de kerk Saint-Gengoult: Le Calvaire in het koor is gemaakt in polychroom notenhout en dateert uit 1534. Net zoals de calvarie in Bar-le-Duc is de gekruisigde Christus omringd door de goede en de slechte moordenaar maar hier worden die drie beelden aangevuld door Maria, de heilige Johannes en de heilige Maria Magdalena.
- Nancy: in de kerk des Cordeliers: Le Gisant de Philippe de Gueldre is van Filippa van Egmont, hertogin van Lotharingen die zich een tijd na het overlijden van haar man René II van Lotharingen terugtrok in het clarissenklooster van Pont-à-Mousson. De hertogin draagt het habijt van de clarissen. Aan haar voeteneind is er een geknielde jonge clarisse die een kroon omhoog houdt. De gisant werd na 1547 gebeeldhouwd en Richier verfde en boende de blauwe hardsteen op met was zodat het leek alsof de gisant van marmer is gemaakt.
- Parijs: in het Louvre: l’Enfant Jésus en la Tête de Saint-Jérôme worden er bewaard.

## Werken die toegeschreven worden aan Richier en/of aan zijn atelier
- Clermont-en-Argonne : in de kerk Saint-Didier: La Sainte Femme au bonnet is een polychroom kalkstenen werk dat samen met vijf andere beelden van verschillende stijl en uit verschillende periodes een graflegging vormt.
- Génicourt-sur-Meuse: in de kerk Sainte-Marie-Madeleine: het retabel van het hoogaltaar. Het polychroom kalkstenen werk dateert uit 1532. Het beeldt in vijf taferelen de Passie uit: de kruisweg en de dood en herrijzenis van Jezus. Het middelste tafereel van de kruisiging is hoger.
- Hattonchâtel: in de kapittelkerk Saint-Maur, meer bepaald in de kapel (gevestigd in een afgesloten galerij van de kloostergang) die via een zijdeur verbonden is met de kerk: Le Retable de la passion is vervaardigd uit polychrome blauwe hardsteen en dateert uit 1523. Het is het vroegste bekende werk van Richier. Het beeldt drie episodes uit de Passie uit: de kruisweg (links), de kruisiging (centraal) en de kruisafneming (rechts). Het tafereel van de kruisiging is ook hier hoger en wordt bovenaan afgesloten door een boog.
- Nancy: in de kathedraal Notre-Dame-de-l'Annonciation: de Christus aan het kruis is vervaardigd in polychroom hout. Het werd bekostigd door hertogin Filippa van Egmont.

## Galerij

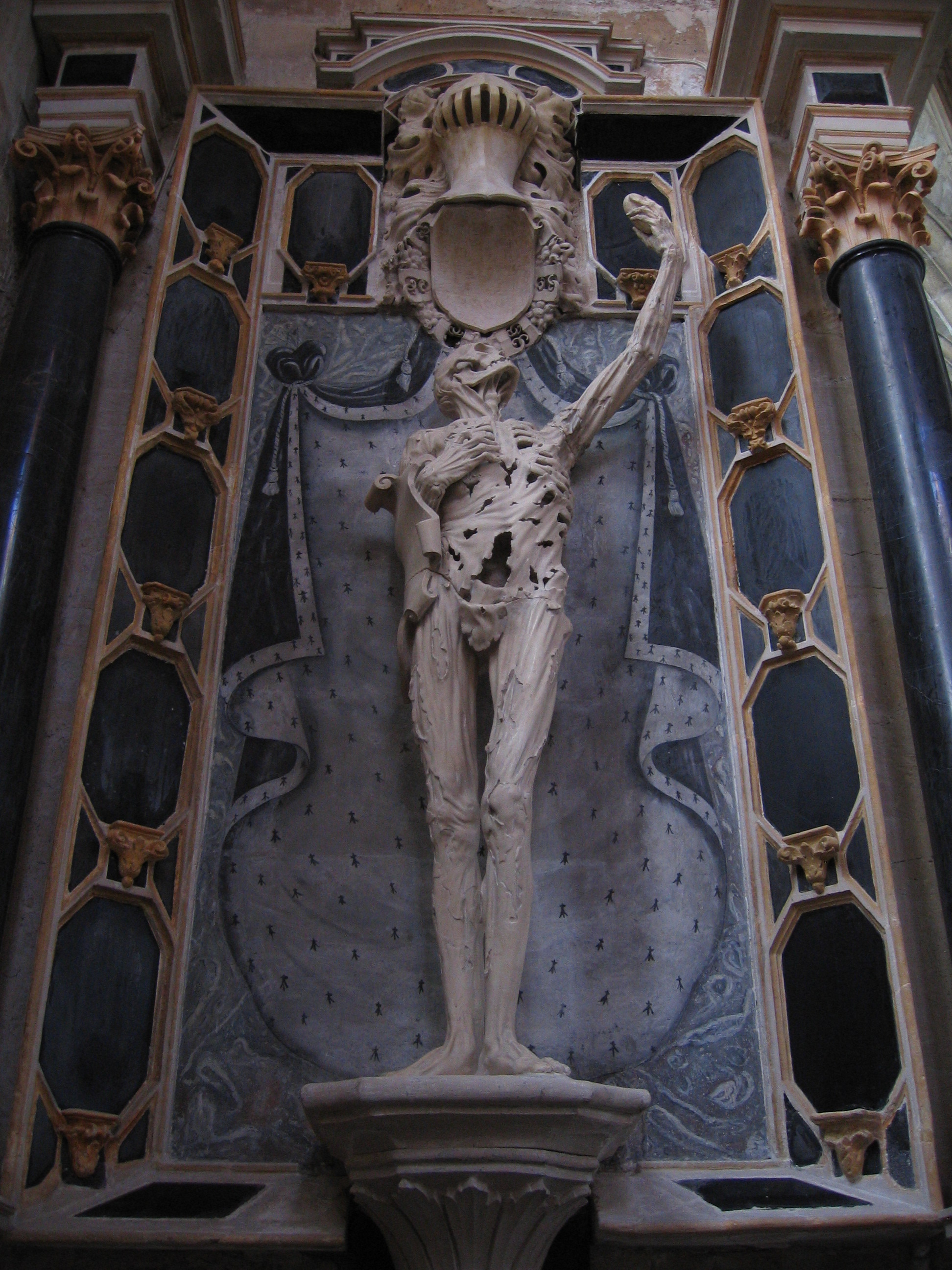
Le Transi de René de Chalon in Bar-le-Duc
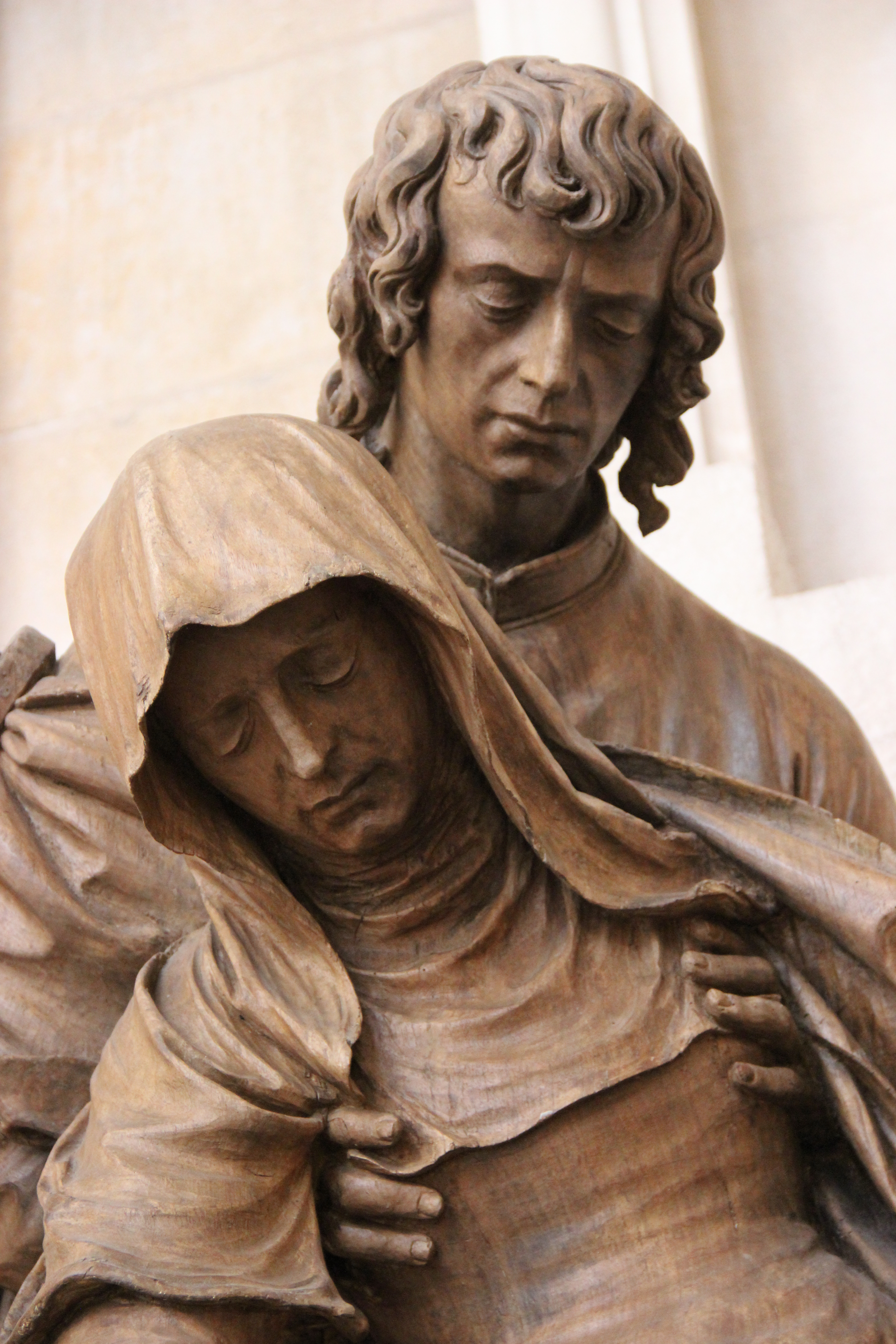
Pâmoison de la Vierge in Saint-Mihiel
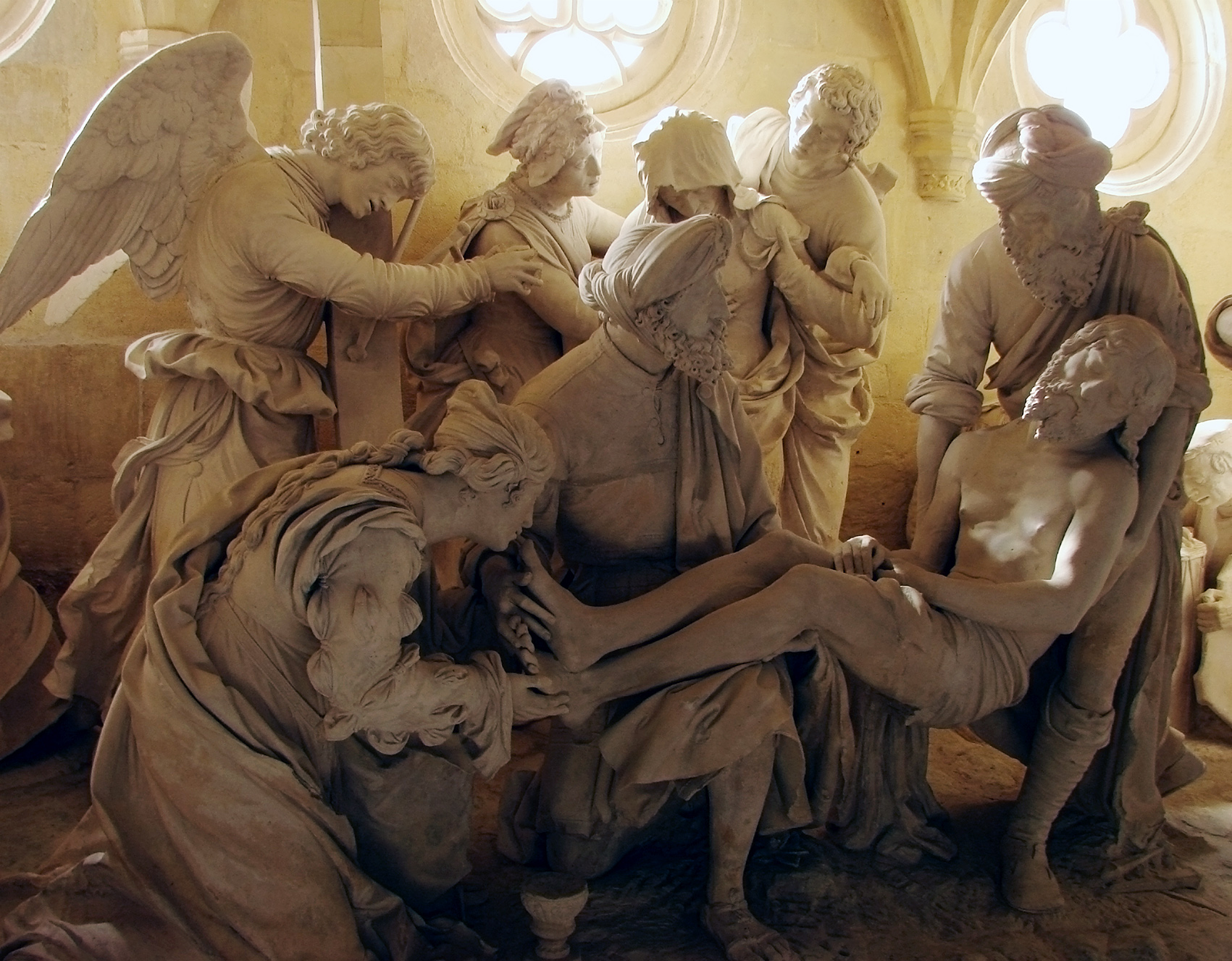
La Mise au tombeau in Saint-Mihiel
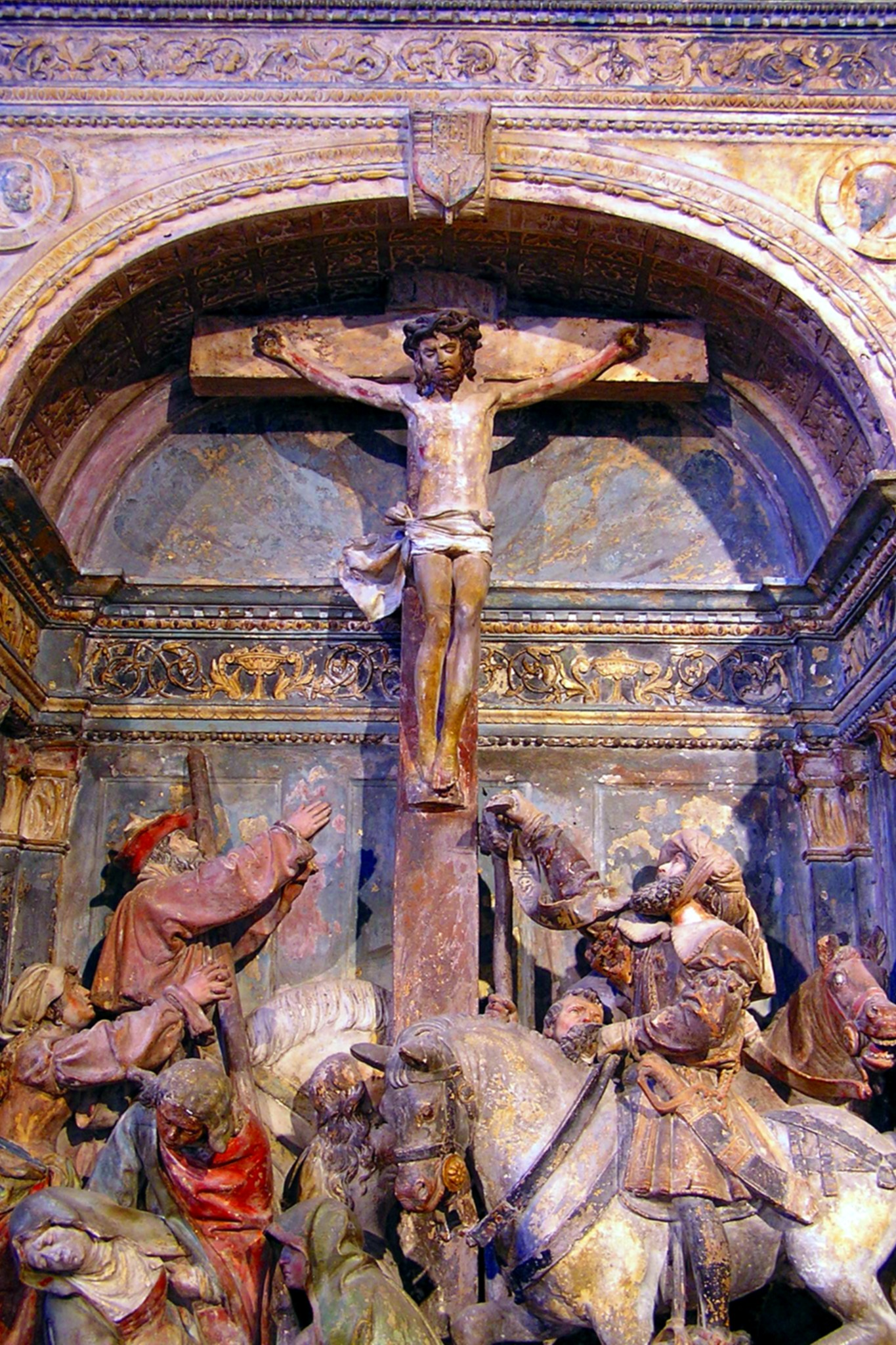
centraal paneel van het Retable de la Passion in Hattonchâtel
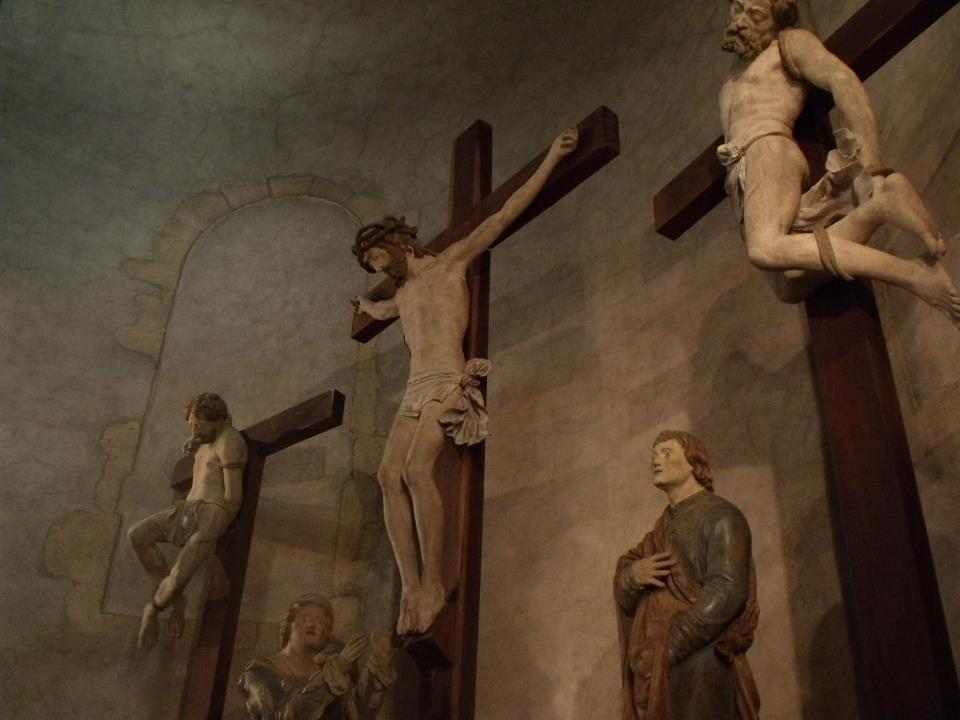
Le Calvaire in Briey
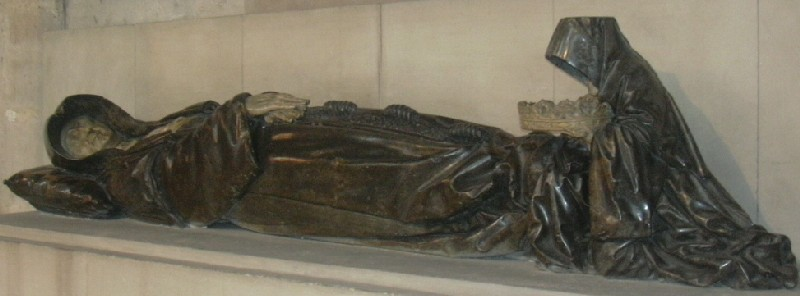
Gisant van Philippe de Gueldre in Nancy

## Route
Het departement Meuse heeft een 'route Ligier Richier' ontworpen. Het gaat om een toeristisch-culturele rondrit tijdens dewelke de werken van Richier kunnen ontdekt en bezichtigd worden. Bar-le-Duc, Saint-Mihiel, Clermont-en-Argonne, Génicourt-sur-Meuse, Étain en Hattonchâtel vormen de zes haltes op deze route.